# Sent Marcèl e Paulèl
Sent Marcèl e Paulèl (francès Saint-Marcel-Paulel) és un municipi del departament francès de l'Alta Garona, a la regió d'Occitània.

## Monument

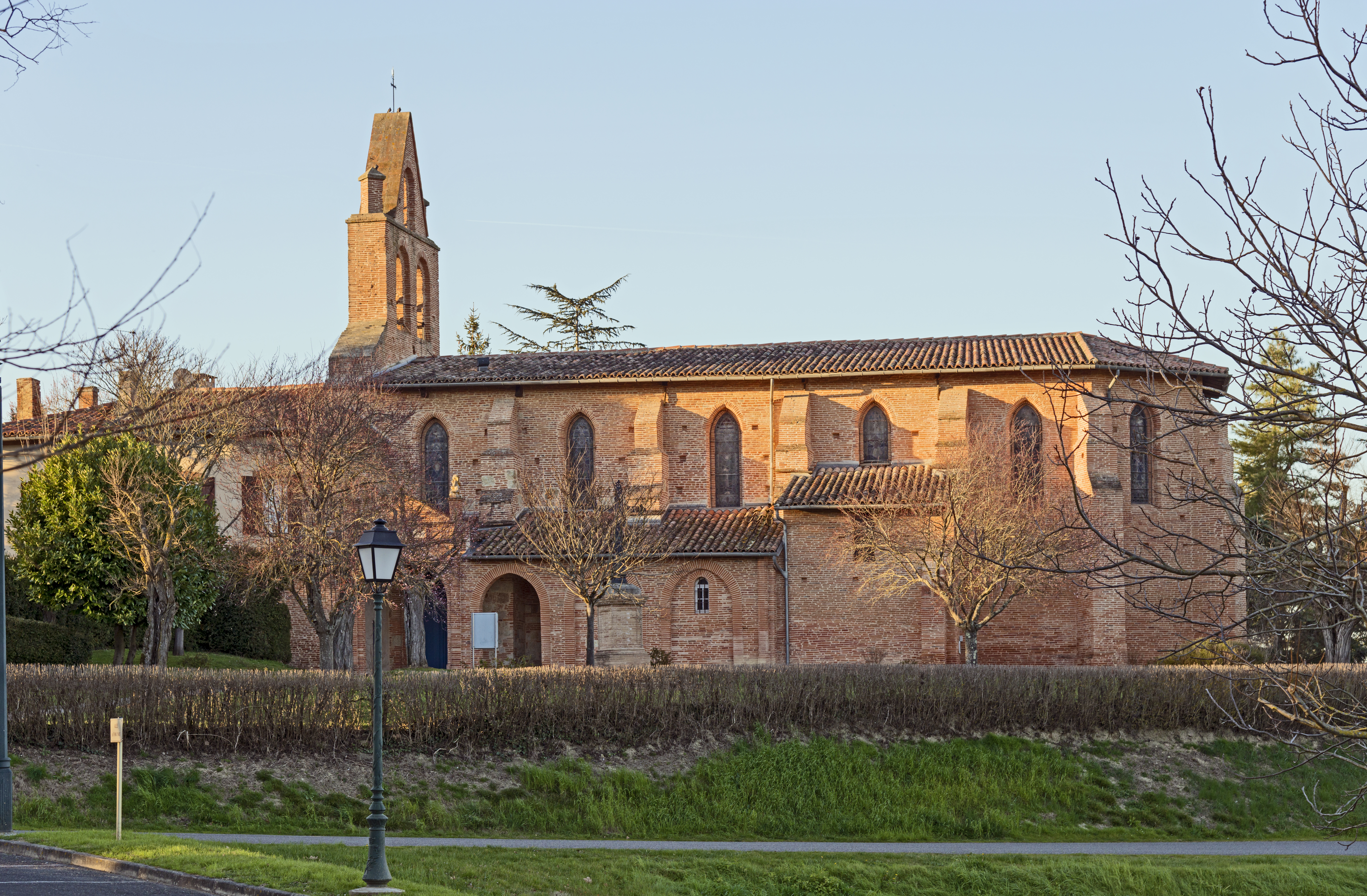
Església.
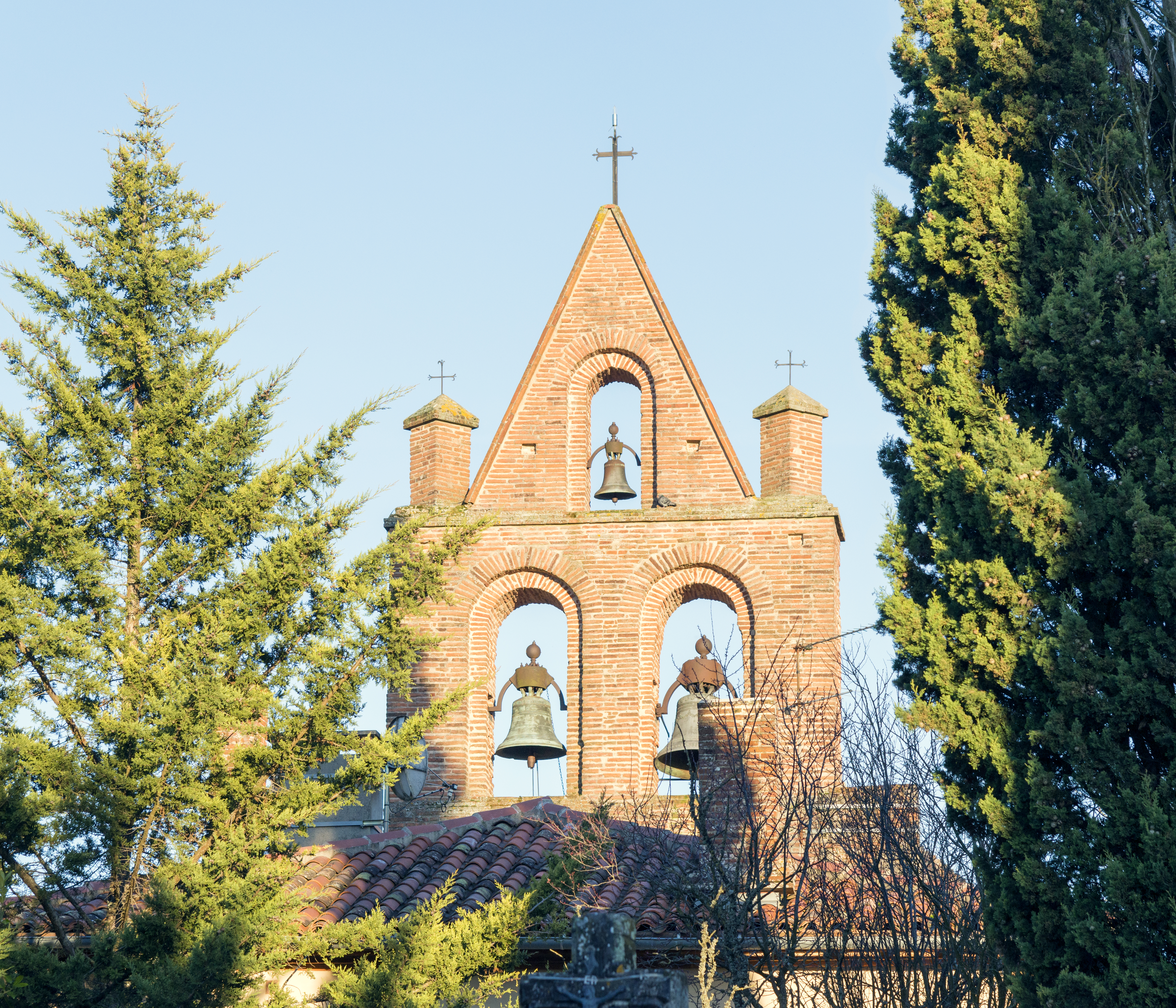
Església
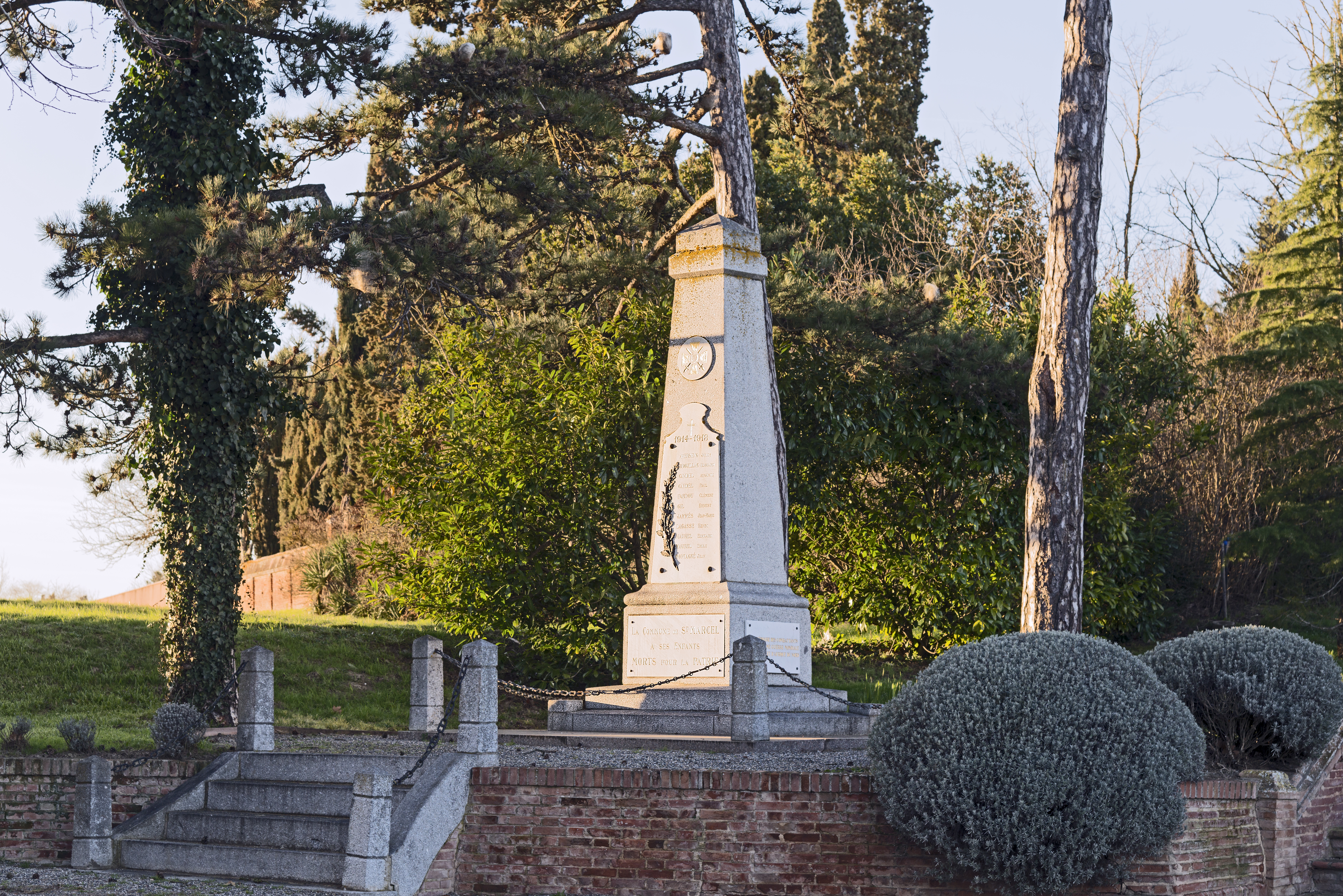
"Monument de la guerra".